# Eriosema glomeratum
Eriosema glomeratum là một loài thực vật có hoa trong họ Đậu. Loài này được (Guill. & Perr.) Hook.f. miêu tả khoa học đầu tiên.